# Paul Müller (Jurist)
Paul Müller (* 22. Dezember 1893 in Gerresheim; † 12. Mai 1983 in Koblenz) war ein deutscher Verwaltungsjurist und Leiter des Polizeiamtes Gelsenkirchen-Buer.

## Werdegang
Paul Müller absolvierte ein Studium der Rechtswissenschaften und war als Assessor bei der Bezirksregierung Köln tätig, bevor er 1924 zum Landratsamt Prenzlau wechselte. Im Jahr darauf kam er zur Bezirksregierung Arnsberg und wurde hier im Jahre 1928 Regierungsrat. Im Januar 1930 kam die Versetzung zum Polizeipräsidium Düsseldorf. Sechs Monate war seine Dienststelle das Polizeipräsidium Recklinghausen. Hier oblag ihm die Leitung des Polizeiamtes Buer bis zu dessen Auflösung im Sommer 1932. Müller kehrte zum 1. Juli 1932 zu seiner alten Dienststelle zurück, wurde aber bereits zum 1. Oktober 1933 in den Einstweiligen Ruhestand versetzt. Rechtsgrundlage für diese Maßnahme war das Gesetz zur Wiederherstellung des Berufsbeamtentums. Die Quellenlage gibt über seinen weiteren Lebensweg keinen Aufschluss.
Er war Mitglied der katholischen Studentenverbindungen AV Guestfalia Tübingen (ab 1913) und KDStV Bavaria Bonn.